# Medvjedić Winnie
Medvjedić Winnie ((engl.) Winnie the Pooh) je američki animirani film iz 2011. godine inspiriran istoimenim pričama dječjeg spisatelja A.A. Milnea. Film je dio Disneyjeve "Winnie the Pooh" franšize i ukupno 51. Disneyjev klasik. U filmu, Medvjedić Winnie, Tigar, Zec, Praščić, Sova, Sivko, Kanga i Roo pokušavaju spasiti Cristophera Robina od imaginarnog čudovišta Brzovrata, dok istodobno Medvjedić Winnie se suočava s glađu zbog nedostatka meda. Redatelji filma su Stephen Anderson i Don Hall.

## Glasovi
| Uloge             | Originalna verzija     | Hrvatska verzija  |
| ----------------- | ---------------------- | ----------------- |
| Pripovjedač       | John Cleese            | Franjo Kuhar      |
| Winnie Pooh       | Jim Cummings           | Ranko Stojić      |
| Tigar             | Jim Cummings           | Luka Peroš        |
| Sivko             | Bud Luckey             | Branko Smiljanić  |
| Sova              | Craig Ferguson         | Željko Mavrović   |
| Christopher Robin | Jack Boutler           | Antonio Parač     |
| Praščić           | Travis Oates           | Janko Rakoš       |
| Kanga             | Kristen Anderson-Lopez | Jasna Bilušić     |
| Roo               | Wyatt Dean Hall        | Marin Arman Grbin |
| Zec               | Tom Kenny              | Žarko Potočnjak   |
| Brzovrat          | Huell Howser           | Frano Mašković    |

## Unutarnje poveznice
- Disneyjevi klasici

## Vanjske poveznice
- Medvjedić Winnie u internetskoj bazi filmova IMDb-a (engl.)
- Winnie the Pooh na Rotten Tomatoes (engl.)
- Winnie the Pooh na Box Office Mojo (engl.)
- Winnie the Pooh  Arhivirana inačica izvorne stranice od 13. svibnja 2011. (Wayback Machine) na Walt Disney Animation Studios (engl.)